# Laguna Mitucocha
Mitococha  o Mitucocha  (posiblemente de quechua mitu barro, qucha laguna, "laguna de barro") es un lago en Perú ubicado en la región de Huánuco, provincia de Lauricocha, distrito de Queropalca. Tiene una elevación de 4270 metros (14 009 pies) sobre el nivel del mar. Se encuentra en el lado este de la cordillera Huayhuash, al noreste de Mituraju y Rondoy. la laguna Mitococha tiene 0.83 km de largo y 0.3 km en su punto más ancho. 

## Ubicación geográfica
Se encuentra a una altitud de 4241m s. n. m. en el punto 10°11′54.15″S 76°53′42.15″O / -10.1983750, -76.8950417, en el distrito de Queropalca, provincia de Lauricocha, región Huánuco.

## Turismo
Apta para la práctica del ecoturismo, mediante caminata por el circuito Huayhuash. Desde sus riveras pueden contemplarse las vertientes orientales de los picos Jirishanca y Rondoy.